# 鄒汝魯
鄒汝魯（?—?），湖北黃州府麻城縣人，清朝政治人物。

## 生平
康熙三十年（1691年）進士。歷任福建道監察御史、掌河南道監察御史、左僉都御史，康熙六十一年（1722年）任奉天府府尹，雍正三年（1725年）升太常寺卿。雍正四年（1726年）十二月，河道总督齐苏勒、漕运总督张大有先後上報黄河水清。邹汝鲁写《河清颂》獻上，内有“旧染维新，风移俗易”两句，雍正大怒曰“所移者何风？所易者何俗？旧染者何事？维新者何政？”邹汝鲁連忙辯稱自己“不曾读过《尚书》”，後貶湖北荆江。